# Subprefettura di Cidade Ademar
La Subprefettura di Cidade Ademar è una subprefettura (subprefeitura) della zona meridionale della città di San Paolo in Brasile, situata nella zona amministrativa Sud.

## Distretti
- Cidade Ademar
- Pedreira